# Stratford and Moreton Tramway

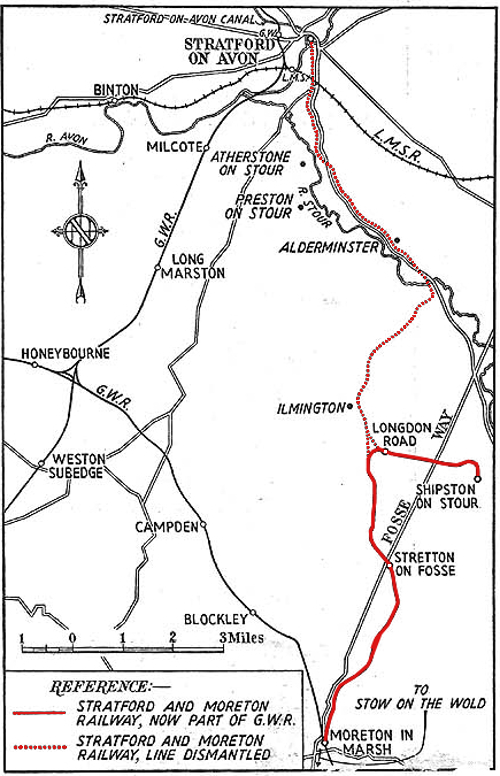
Streckenverlauf der S&MT im Jahr 1935

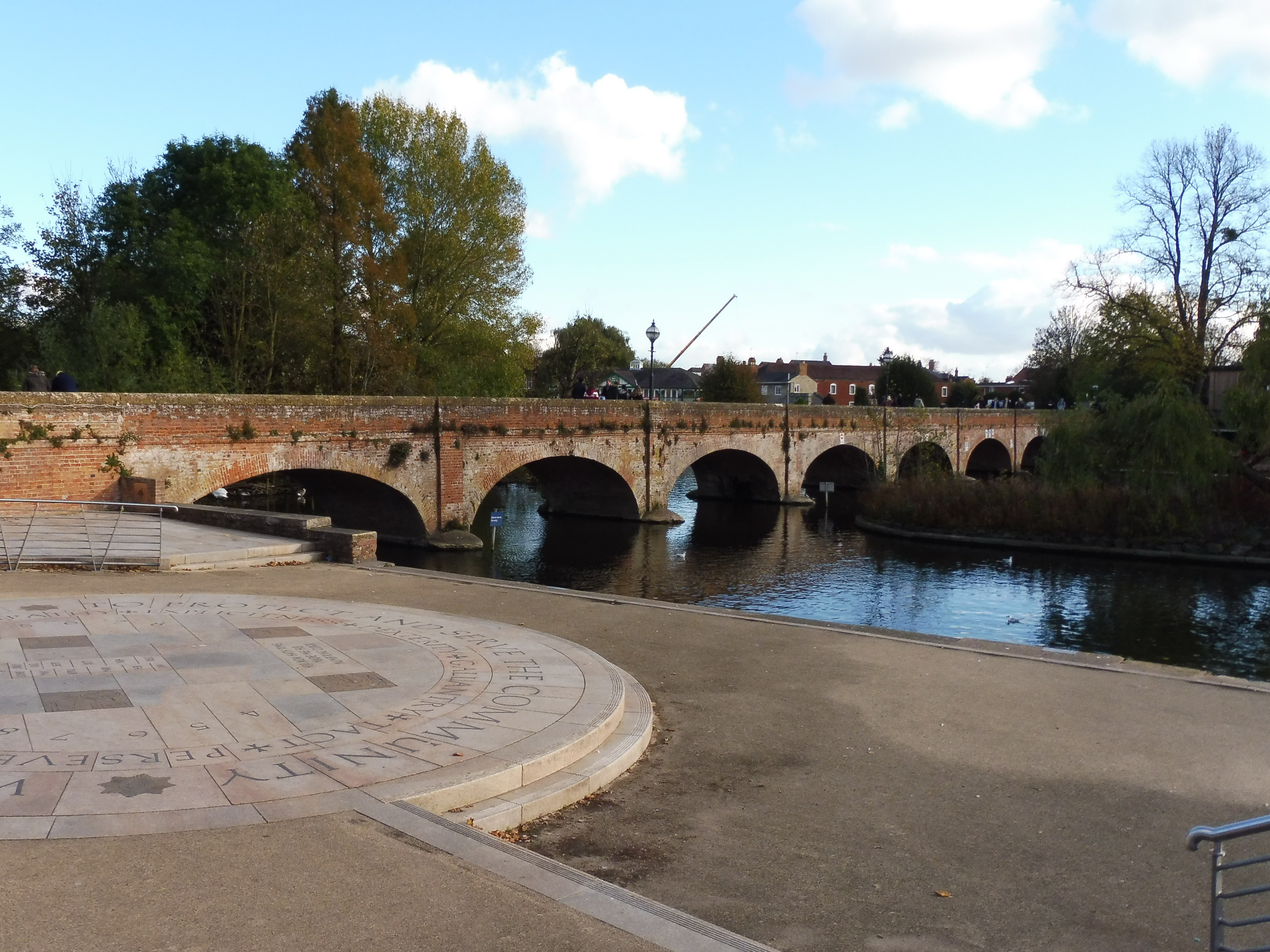
Die Brücke der ehemaligen Stratford and Moreton Tramway über den Avon in Stratford

Die Stratford and Moreton Tramway war eine etwa 25 Kilometer lange, ursprünglich komplett als Pferdebahn betriebene Bahnlinie von Stratford-upon-Avon in Warwickshire nach Moreton-in-Marsh in Gloucestershire, mit einer Stichstrecke nach Shipston-on-Stour. Sie wurde 1826 eröffnet und sollte ursprünglich bis nach London weitergeführt werden.

## Geschichte

### Ausgangssituation

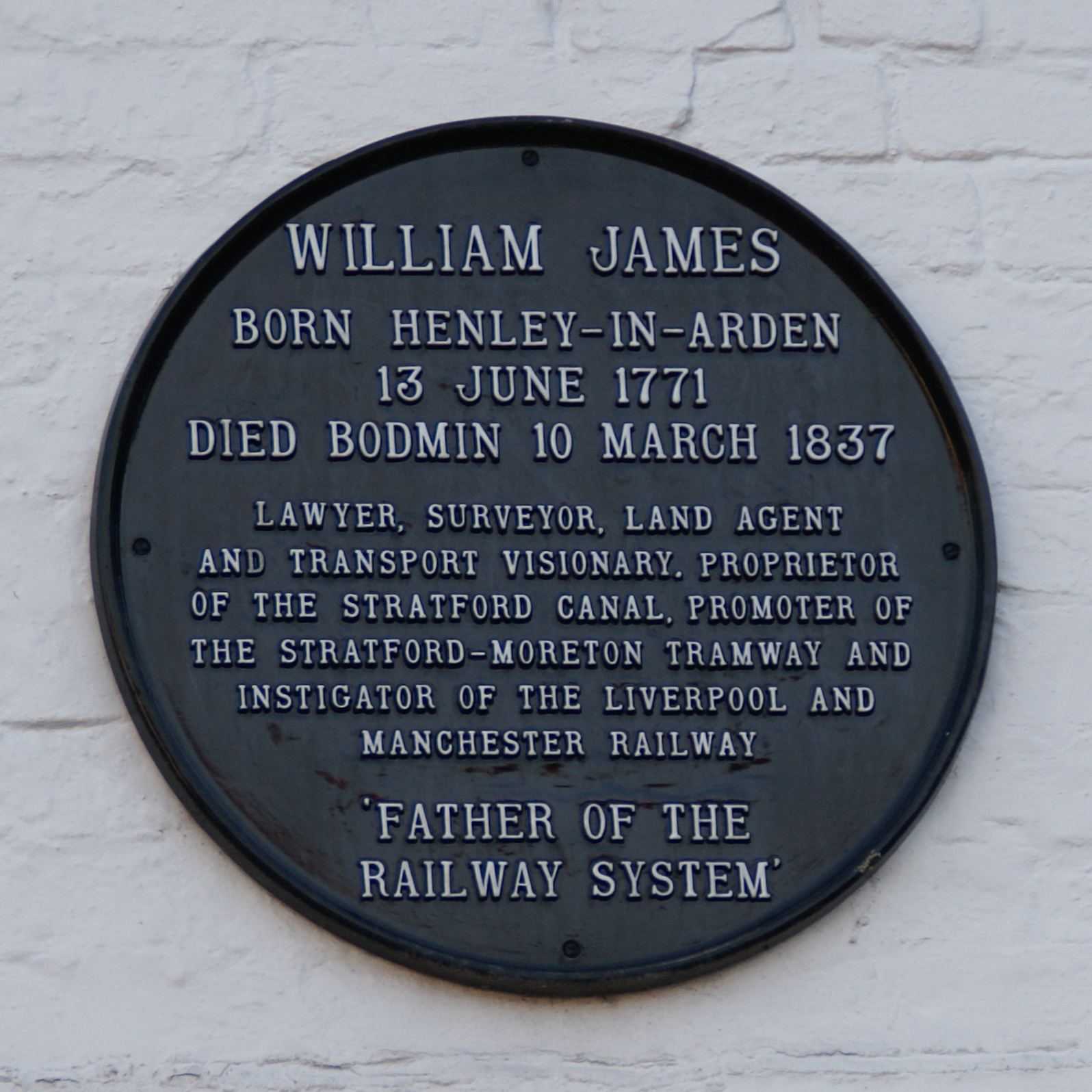
Gedenktafel für William James in Henley-in-Arden

Die Industrielle Revolution hatte die Gegend um Birmingham zu einem der bedeutendsten Industriegebiete in England gemacht. Ein Grund dafür war der Reichtum an Bodenschätzen, vor allem an Steinkohle. Aber auch Kalkstein und andere Gesteine wurden hier abgebaut. Zum Transport der Güter wurde um 1800 ein weitverzweigtes Netz von Narrowboat-Kanälen gebaut, darunter der 1816 fertiggestellte Stratford-upon-Avon Canal, der im südlich von Birmingham gelegenen Stratford den Anschluss an den Fluss Avon ermöglichte.
Der 1771 im nahe gelegenen Henley-in-Arden geborene William James war ursprünglich Rechtsanwalt, der später mit Grundstücksgeschäften reich geworden war. Er besaß in der Gegend mehrere Kohlegruben sowie Anteile am Stratford-Kanal. In der damals neuen Technik der Eisenbahn sah er die Lösung für die Transportprobleme im Vereinigten Königreich. Er wurde zum Vordenker verschiedener Eisenbahnstrecken, darunter der bekannten Liverpool and Manchester Railway. Etwa zeitgleich entstanden seine Pläne für eine Central Junction Railway, die von Stratford-upon-Avon über Moreton-in-Marsh, Oxford, Thame und Uxbridge bis nach London führen sollte. Nach Beratungen mit seinem Freund John Freeman-Mitford, 1. Baron Redesdale wurde zunächst eine abgespeckte Version in Angriff genommen, die lediglich Stratford, Moreton und Shipston verbinden sollte. In dieser frühen Phase des Projekts diente der bekannte Bauingenieur Thomas Telford als Berater.
Am 28. Mai 1821 billigte das Parlament die Gründung der Stratford and Moreton Railway Company. Unter den 59 Gründungsmitgliedern waren auch  William James und Lord Redesdale. Die Anteile wurden auf 33.500 Pfund Sterling festgelegt, was genau den veranschlagten Baukosten entsprach. Weitere 7.000 £ durften als Hypothek aufgenommen werden. Das Zeitlimit für den Bau betrug fünf Jahre.

### Planung und Bau der Hauptstrecke
Über die technische Umsetzung der Pläne gab es innerhalb der Gesellschaft anfangs heftige Diskussionen. Die eine Fraktion, darunter auch James, befürwortete den Betrieb mit Dampflokomotiven, was die Verwendung von Schienen aus Schmiedeeisen anstelle des wesentlich brüchigeren Gusseisens erforderte. Die andere Seite plante, die Wagen auf ebenen Streckenabschnitten von Pferden ziehen zu lassen; Höhenunterschiede sollten mit Hilfe stationärer Dampfmaschinen überwunden werden.
1822 engagierte die Gesellschaft den Eisenbahningenieur John Urpeth Rastrick, der sieben Jahre später zu den Schiedsrichtern beim berühmten Rennen von Rainhill zählen sollte. Rastrick bezweifelte zwar, dass der Betrieb auf der Strecke zwischen Stratford und Moreton mit den damals zur Verfügung stehenden Lokomotiven würde bewältigt werden können, empfahl aber, für den Fall späterer Fortschritte in der Lokomotivtechnik die Strecke gleich lokomotivtauglich zu bauen. Dieser Vorschlag setzte sich schließlich durch.
Während des Baus geriet die Gesellschaft in ernste finanzielle Schwierigkeiten. Im Juni 1825 genehmigte das Parlament die Ausgabe weiterer Anteile in Höhe von 6.000 £ sowie die Aufnahme weiterer Hypotheken in Höhe von 30.000 £. Das Zeitlimit für den Bau wurde um weitere fünf Jahre verlängert. Allerdings wurde nun zur Auflage gemacht, dass dort, wo die Strecke neben öffentlichen Straßen oder gar innerorts verlief, keine Dampflokomotiven eingesetzt werden durften.
In der Zwischenzeit war William James, der sich mit zu vielen Eisenbahnprojekten verzettelt hatte, für bankrott erklärt worden. Im April 1926 trennte sich die Stratford and Moreton Railway Company von ihm.
Am 5. September 1826 wurde die Hauptstrecke zwischen Stratford und Moreton schließlich eröffnet, was mit einem großen Markt in Moreton gefeiert wurde. Die Stratford and Moreton Tramway war somit die erste Eisenbahnlinie in Warwickshire.

### Technische Details

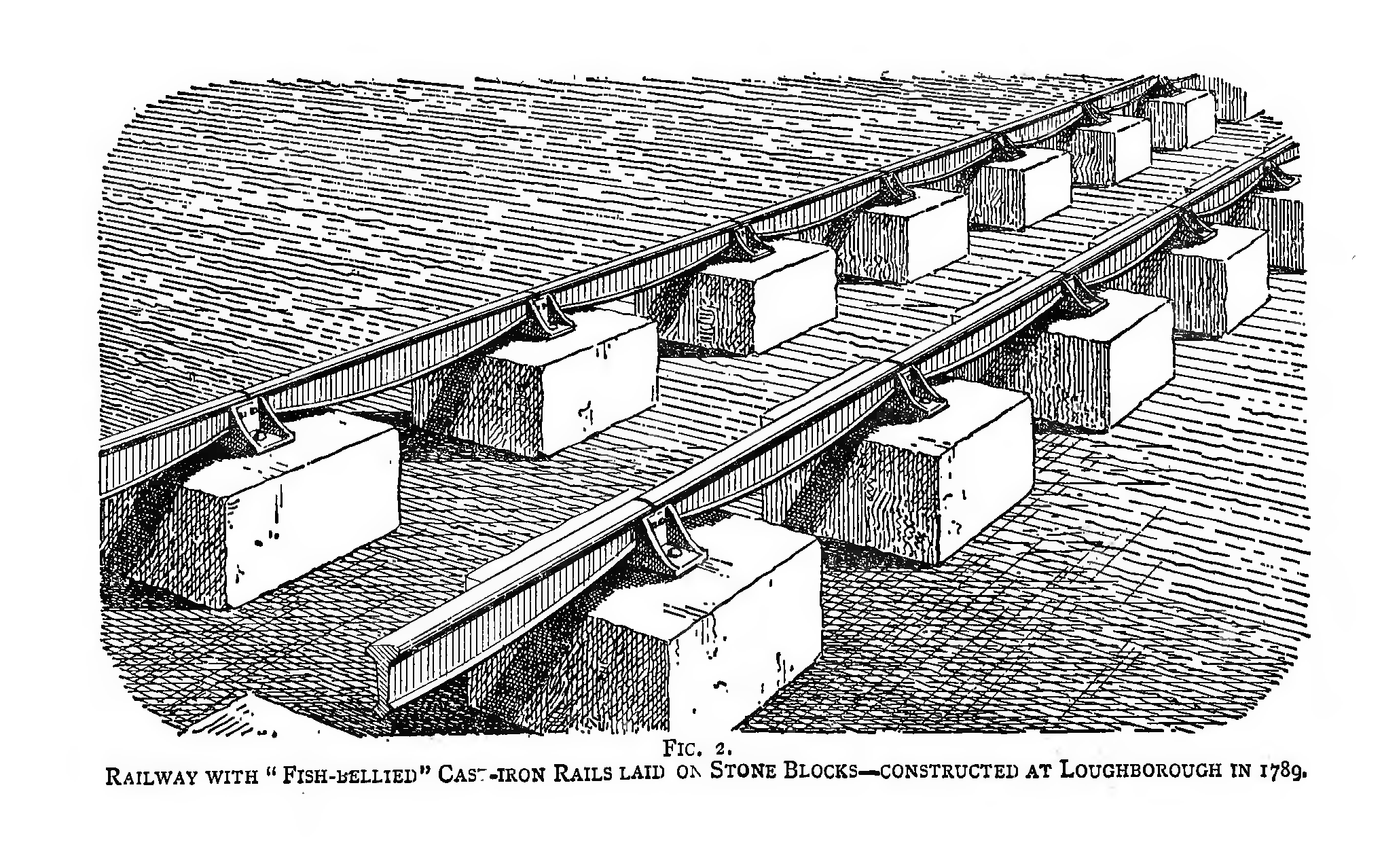
Oberbau ähnlich dem der Stratford and Moreton Tramway, jedoch mit kurzen gusseisernen Fischbauchschienen

Die Wagen der Stratford and Moreton Tramway fuhren mit Spurkranzrädern auf geschmiedeten, 15 Fuß langen
Fischbauchschienen, mit horizontalen Befestigungsbohrungen alle drei Fuß. Zwischen zwei benachbarten Bohrungen besaßen die Schienen je einen Fischbauch. Die Schienen waren mit gusseisernen Schienenstühlen versplintet, die wiederum mit Stiften aus Eichenholz auf 15 × 15 Inch großen Steinblöcken befestigt waren. Insgesamt wurden für den Bau der Hauptstrecke 900 Tonnen Schienen, 180 Tonnen Schienenstühle, 66.000 Steinblöcke und 133.000 Eichenstifte beschafft.
Auf durchgehende Eisenbahnschwellen wurde verzichtet, um zwischen den Schienen eine durchgehende ebene Lauffläche für die Pferde zu schaffen. Später wurden jedoch teilweise auch durchgehende Schwellen eingebaut, um die Schienen am Auseinanderdriften zu hindern. Auch an den Ausweichstellen (siehe unten) wurden Holzschwellen verwendet.
Die exakte Spurweite ist nicht mehr bekannt, sie lag jedoch auf alle Fälle sehr nah an der Normalspur von 1435 Millimetern (4′ 8,5″).

### Der Betrieb der Strecke

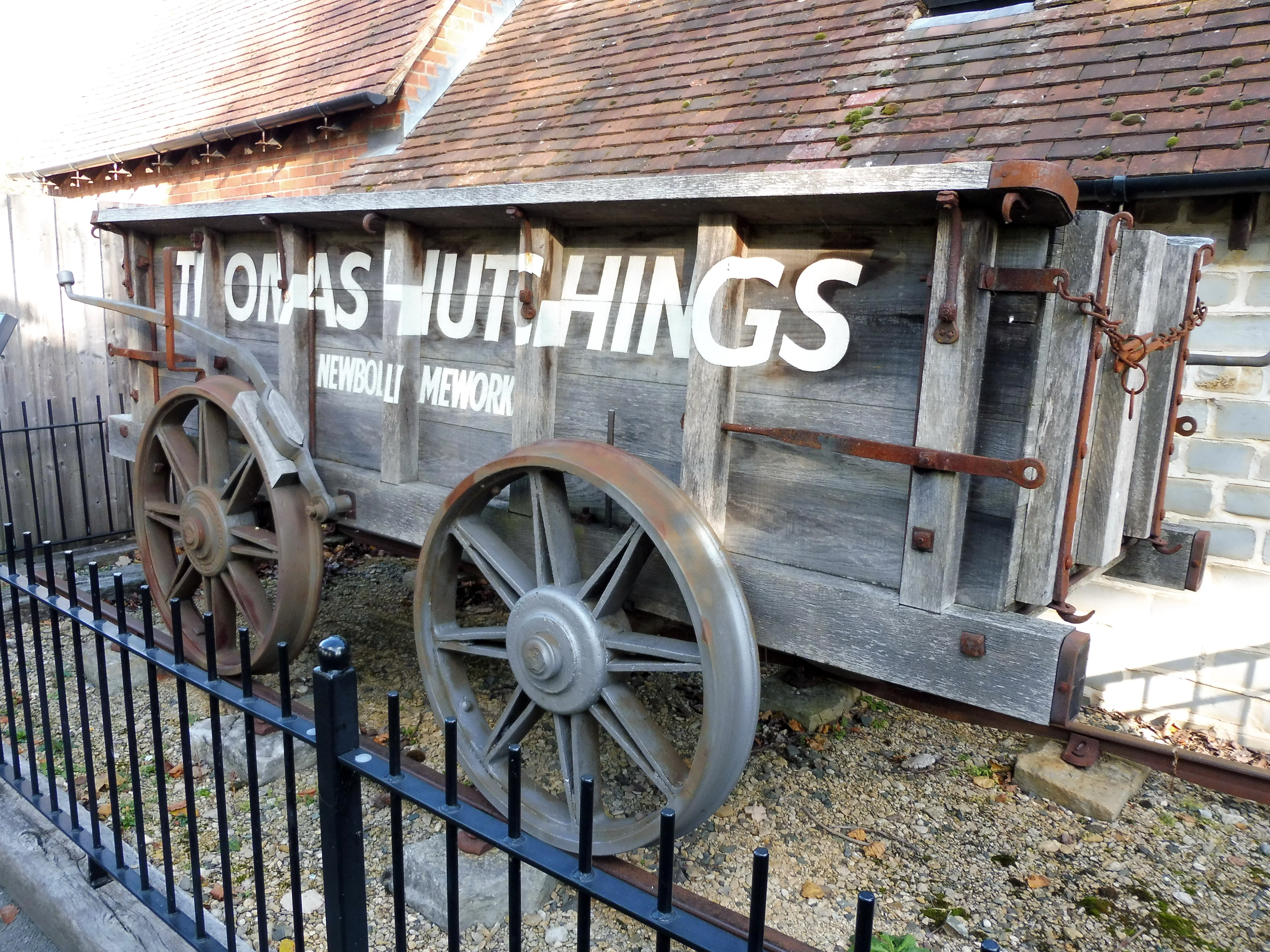
In Stratford-upon-Avon ausgestellter Wagen der Stratford and Moreton Tramway. Er diente nach Stilllegung der Strecke bis zu seiner Restaurierung als Geflügelstall. Ein ähnlicher Wagen befindet sich im Besitz des National Railway Museum in York.

Eine Besonderheit der Stratford and Moreton Tramway war, dass der eigentliche Eisenbahnbetrieb nicht von der Gesellschaft selbst durchgeführt wurde. Vielmehr konnten die Nutzer mit ihren eigenen Fahrzeugen auf der Strecke fahren und hatten dafür eine Nutzungsgebühr zu bezahlen. Die folgende Gebührenordnung wurde kurz vor der Eröffnung bekanntgegeben:
| Transportgut | Nutzungsgebühr in Pence pro Tonne und Meile |
| --- | ------------------------------------------- |
| Kohle, Koks, Kohlengrus, Eisen, Blei und andere Metalle, Heu und Stroh, Steinplatten und Baumaterialien                                          | 2                                           |
| Getreide, Bauholz, Dielen, Dauben, Kalk, Kalkstein, Schieferplatten, Torf, Ziegelsteine und Dachziegel                                           | 1½                                          |
| Stein für Bauzwecke, Pflastersteine im Rohzustand, Schlacke, Schotter oder Steine für den Straßenbau, Asche, Sand, Lehm, Mist, Mergel und Kreide | 1                                           |
| alle anderen Rohstoffe, Güter und Handelswaren                                                                                                   | 4                                           |

Anlieger hatten das Recht, auf eigene Kosten Anschlussgleise legen zu lassen.
Etwa jede Viertelmeile waren Ausweichstellen vorhanden. Trafen sich zwei entgegenkommende Züge, so musste derjenige zurücksetzen, der weniger weit von der nächsten Ausweichstelle entfernt war. Später wurden diese Ausweichstellen stillgelegt und stattdessen ein wechselndes Einrichtungssystem eingeführt – vormittags durfte nur Richtung Moreton gefahren werden, nachmittags nur Richtung Stratford.
Keine zwei Jahre nach der Inbetriebnahme wurden zahlreiche bauliche Mängel an der Strecke festgestellt. Bemängelt wurden unter anderem Schäden am Oberbau wie gebrochene Steinblöcke sowie zu steile Böschungen und Einschnitte, was bereits zu kleineren Erdrutschen geführt hatte. Der Assistent von John Rastrick (letzterer hatte sich zu diesem Zeitpunkt bereits von dem Projekt zurückgezogen) wurde entlassen und ein neuer Betriebsleiter eingestellt, der die Schäden in den folgenden Jahren beheben sollte.
Ab dem 1. November 1829 wurde die Tramway an Benjamin Baylis verpachtet, dem gegen Zahlung eines festen Betrages die Benutzungsgebühren der Kunden zustanden. Außerdem hatte er auf eigene Kosten die Folgen weiterer Erdrutsche zu beseitigen.
Einen positiven Effekt hatte die Tramway auf den Zustand der Clopton Bridge, die in Stratford den Avon parallel zur oben erwähnten Tramway Bridge überspannte. William Willmot, der gegen eine jährliche Zahlung von 42 £ die Instandhaltung der Straßenbrücke übernommen hatte, bot nach dem weitgehenden Wegfall des Schwerverkehrs in einem Schreiben vom 8. April 1828 die gleiche Dienstleistung für nurmehr 25 £ jährlich an.

### Die Stichstrecke nach Shipston
Im Juni 1833 genehmigte das Parlament den Bau der bereits früher angedachten Stichstrecke von Darlingscott, etwa 9 Meilen südlich von Stratford, nach Shipston-on-Stour. Es wurde jedoch zur Auflage gemacht, dass Lokomotiven oder sonstige Motorfahrzeuge nur eingesetzt werden durften, wenn die Strecke alle mautpflichtigen Straßen auf Brücken oder in Tunneln über- oder unterqueren würde. Da dies der Tramway-Gesellschaft zu teuer war, wurde die Strecke ebenfalls nur als Pferdebahn geplant. Im Februar 1836 wurde die Strecke eröffnet.

### Güter- und Personenverkehr
Über den gesamten Zeitraum ihres Bestehens diente die Tramway in erster Linie dem Güterverkehr. Haupttransportgut war Steinkohle, die von Stratford aus südwärts transportiert wurde. Ab 1850 nahm deren Bedeutung noch zu, nachdem in der Nähe des Bahnhofs von Shipston-on-Stour ein Gaswerk errichtet worden war. Jährlich wurden etwa 15.000 Tonnen Kohle befördert. In der Gegenrichtung wurde vor allem Kalkstein aus den Cotswolds transportiert. Aber auch andere Baumaterialien, Metalle und landwirtschaftliche Produkte wurden auf der Tramway befördert.
Der Passagierverkehr spielte dagegen nur eine bescheidene Rolle. 1832/33 wurden durchschnittlich sieben Passagiere pro Woche befördert. Noch 1839 gab es eine nur an Freitagen verkehrende Fahrgelegenheit für Passagiere, morgens von Moreton nach Stratford und abends zurück. Zumindest 1842, 1844 und 1850 gab es eine vergleichbare Verbindung jeden Werktag. Für die Stichstrecke nach Shipston kann für diesen Zeitraum kein Passagierverkehr nachgewiesen werden.

### Übernahme durch die OWWR und teilweise Umstellung auf Dampfbetrieb
1845 wurde die Oxford, Worcester and Wolverhampton Railway gegründet, deren Strecke durch Moreton-in-Marsh verlaufen sollte. Eine Vereinbarung zwischen der Stratford and Moreton Railway Company und der OWWR sah vor, dass letztere die Tramway pachten sollte, was im Mai 1847 geschah. Zum Jahresbeginn 1852 übernahm die OWWR die Tramway komplett. Ihr leitender Ingenieur, Isambard Kingdom Brunel, sollte die Möglichkeit einer Umstellung auf Dampfbetrieb prüfen. Brunel sah für den nördlichen Teil bei Stratford kaum Möglichkeiten, dies wirtschaftlich zu bewerkstelligen.
Ab dem 1. August 1853 wurde unter der Leitung eines Hotelbesitzers aus Shipston namens Bull der Passagierverkehr von Moreton nach Stratford und nach Shipston aufgenommen, wobei in Moreton Anschluss an die Züge der OWWR bestand. Bull setzte dafür einen gewöhnlichen Eisenbahnwagen ein, der für den Pferdebetrieb umgebaut worden war und ein- bis zweimal täglich verkehrte. Diese Fahrten wurden im Oktober 1858 eingestellt. Regelmäßiger Passagierverkehr wurde danach auf der Strecke vermutlich nicht mehr angeboten, es wurden aber weiterhin gelegentlich Fahrgäste befördert.
1862 plante die West Midland Railway, in der die OWWR zwischenzeitlich aufgegangen war, die Schließung der Tramway, zog diese Pläne jedoch nach Protesten der Bevölkerung von Shipston wieder zurück. Im darauf folgenden Jahr fusionierte die WMR schließlich mit der Great Western Railway.

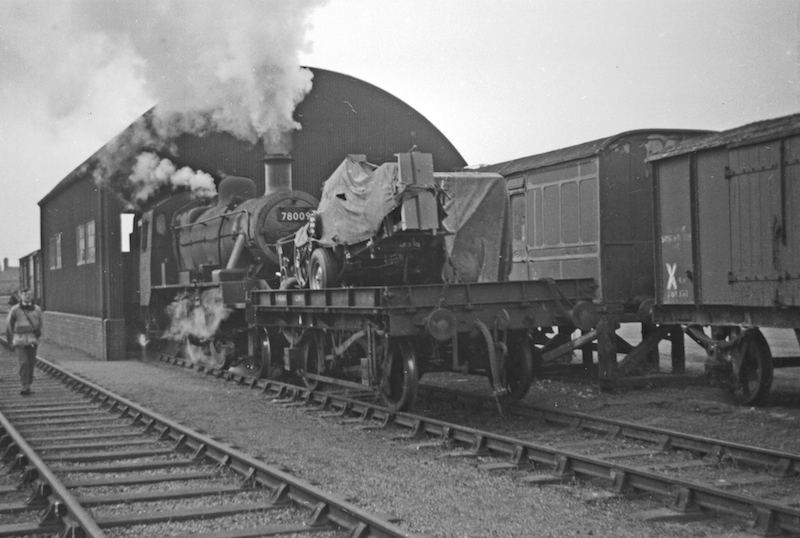
Güterzug in Shipston-on-Stour im April 1960, wenige Tage vor Einstellung des Betriebs

Erst in den 1880er Jahren nahm die Umstellung der Teilstrecke zwischen Moreton und Shipston auf Dampfbetrieb wieder Gestalt an. Aus Kostengründen wurde entschieden, die Strecke der bisherigen Pferdebahn weitgehend weiter zu nutzen und an der Abzweigstelle lediglich eine neue Verbindungskurve zu errichten. Die Beschränkung von 1833, dass es bei Dampfbetrieb keine niveaugleichen Kreuzungen mit Mautstraßen geben dürfe, wurde vom Parlament 1884 aufgehoben. Der Dampfbetrieb konnte schließlich am 1. Juli 1889 aufgenommen werden, wobei werktäglich 4 gemischte Zugpaare täglich verkehrten.

### Einstellung des Betriebs
Der Betrieb auf dem nördlichen Abschnitt zwischen Stratford und der Abzweigung nach Shipston wurde Anfang des 20. Jahrhunderts, wahrscheinlich im Jahr 1904, eingestellt. Pläne für eine Art Schienenbus-Verkehr zwischen Stratford und Shipston zerschlugen sich. Im Zuge des Ersten Weltkriegs wurden die Schienen im Jahre 1918 ausgebaut, um sie als Altmetall zu verwerten. Acht Jahre später, im Jahre 1926, wurde die Strecke dann auch formell stillgelegt.
Auf der verbleibenden Strecke zwischen Moreton und Shipston ging der Passagierverkehr noch bis zur Einführung des Sommerfahrplans 1929 weiter. Der Frachtverkehr wurde erst im Mai 1960 eingestellt. Zwischen 1961 und 1963 wurde auch diese Strecke zurückgebaut.

## Heutiger Zustand

### Brücke über den Avon
Das bedeutendste noch existierende Bauwerk der Stratford and Moreton Tramway ist die 1823 von John Rastrick in Stratford erbaute Brücke über den Avon, die heute als Fußgängerbrücke genutzt wird. Sie besitzt neun aus Ziegel gemauerte Bögen von je 30 ft lichter Weite. Seit 1951 steht sie unter Denkmalschutz (Klassifizierung Grade II).
Im Jahr 2010 wurde für 138.000 £ auf der Brücke eine in den Boden eingelassene Lichtinstallation in Betrieb genommen, die die Fundamente und Schienen der Bahn nachzeichnete. Aufgrund ständiger Fehlfunktionen wurde die Installation im Jahr 2016 für weitere 90.000 £ grundlegend erneuert.

### Galerie

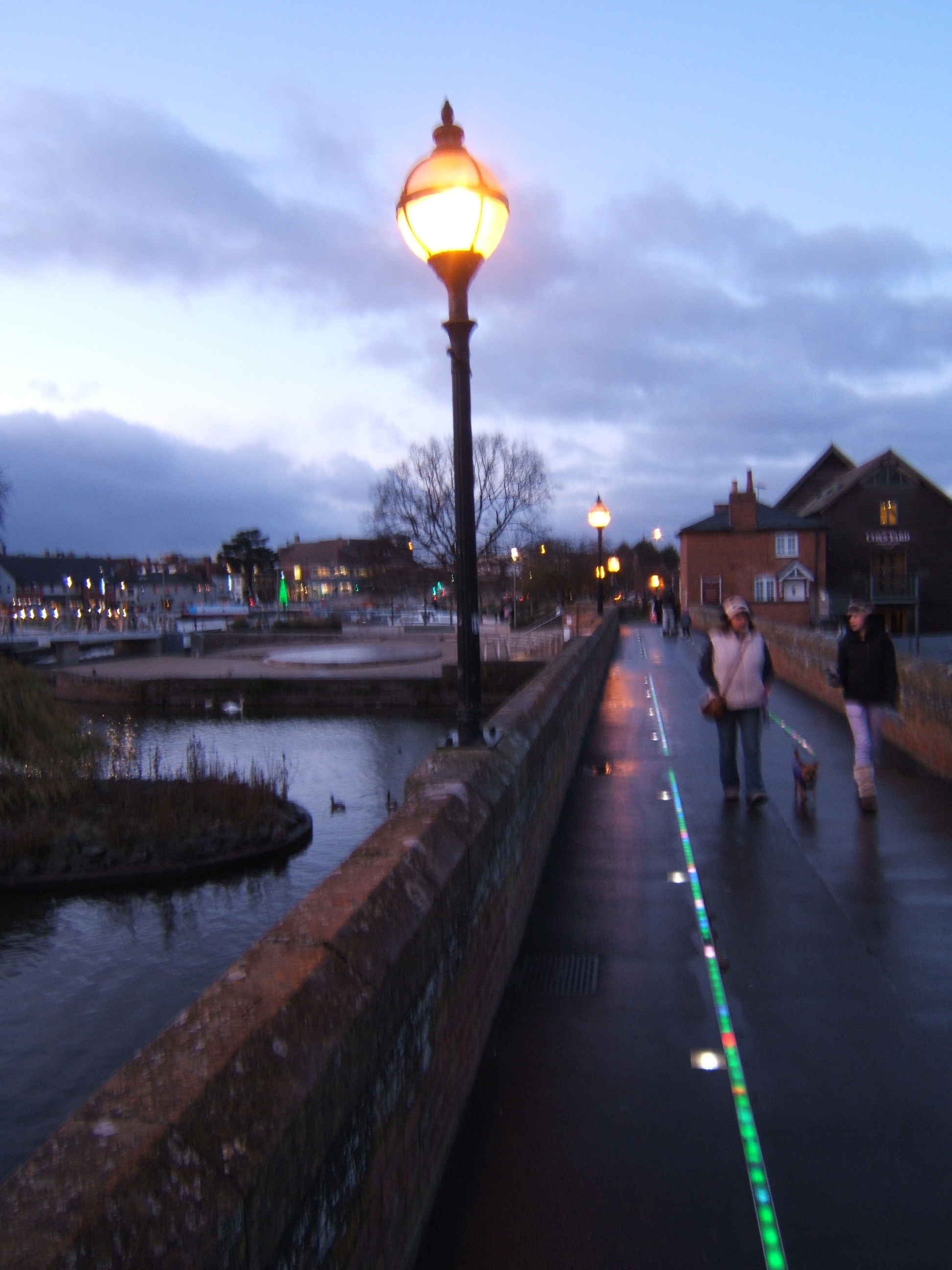
Die Lichtinstallation auf der Brücke über den Avon (Zustand 2011)
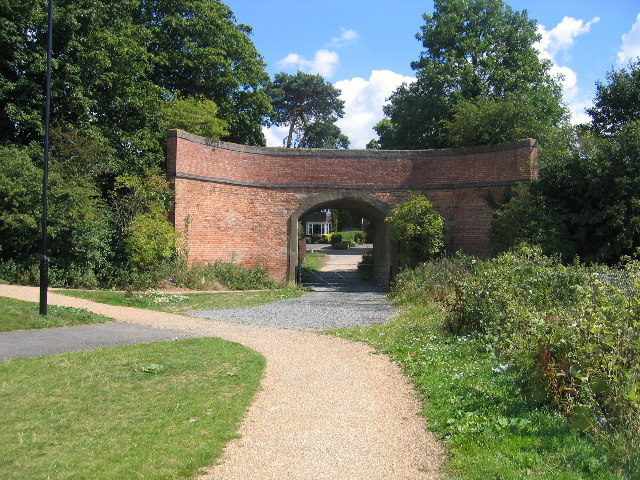
Unterführung im Süden von Stratford-upon-Avon
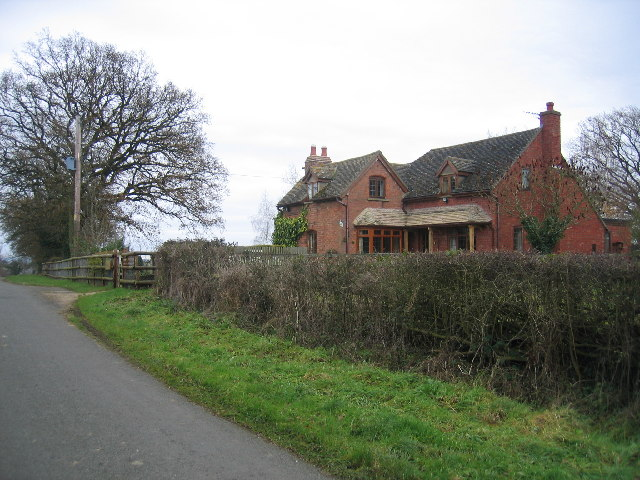
Das Old Junction Cottage bei Ilmington. Die von links kommende Strecke aus Stratford spaltete sich hier in die Strecke nach Moreton (vorne) und die nach Shipston (hinten) auf. Der größere Gebäudeteil rechts wurde erst in der zweiten Hälfte des 20. Jahrhunderts angebaut.
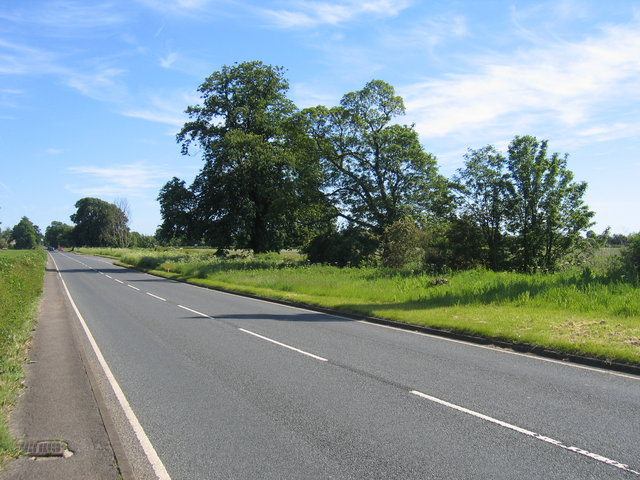
Die ehemalige Strecke der Stratford and Moreton Tramway auf dem Grünstreifen neben der A3400 nördlich von Newbold on Stour
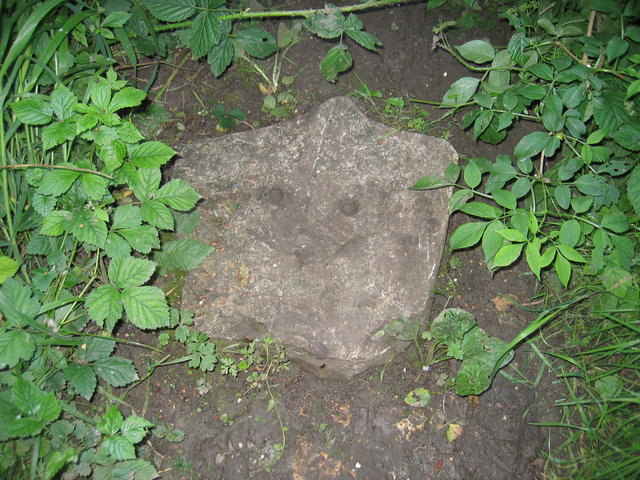
Steinblock mit den Löchern für die Eichenstifte
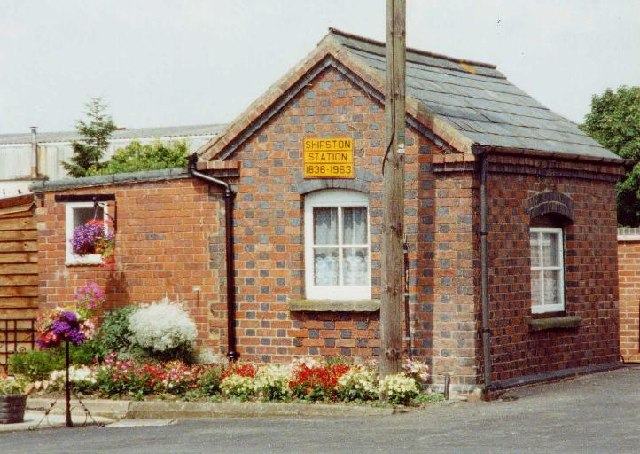
Ehemalige Gleiswaage am Bahnhof in Shipston